# Червонокрил (птах)
Червонокри́л (Drymocichla incana) — вид горобцеподібних птахів родини тамікових (Cisticolidae). Мешкає в Центральній Африці. Єдиний представник монотипового роду Червонокрил (Drymocichla).

## Поширення і екологія
Червонокрили мешкають на півночі Камеруну, і Демократичної Республіки Конго, в Центральноафриканській Республіці і Південному Судані, на північному заході Уганди. Вони живуть в сухих саванах і в заростях на берегах озер і ріок.